# 1er régiment des éclaireurs de la Garde impériale
Pour un article plus général, voir Éclaireurs de la Garde impériale.

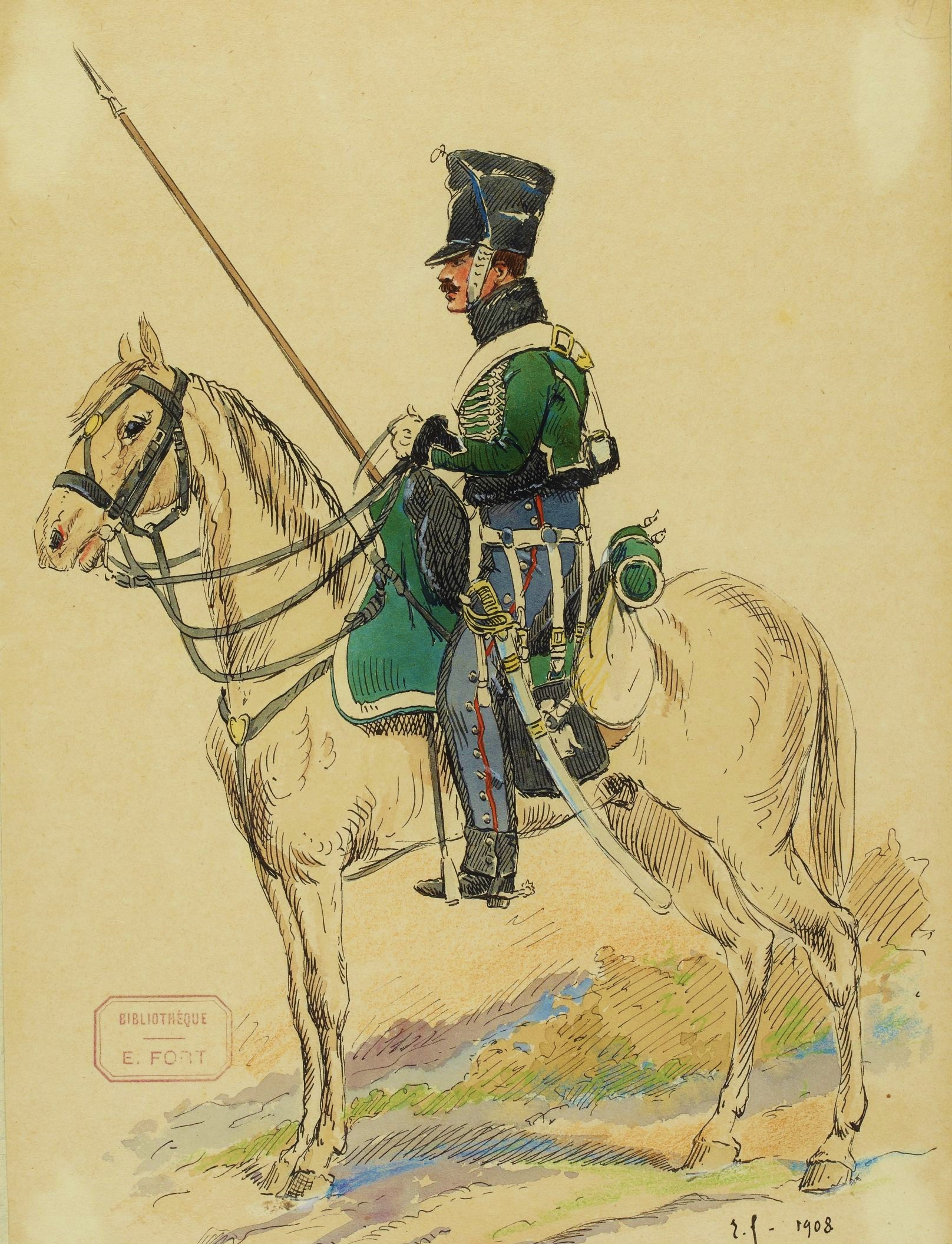
Éclaireur-grenadier, 1814.

Le 1er régiment des éclaireurs de la Garde impériale est une unité de cavalerie légère de la Garde impériale française de l'époque napoléonienne. Ce régiment est créé en 1813, et dissous lors de la Première Restauration. Pendant la retraite de Russie, les armées impériales sont régulièrement prises à partie par des détachements de cosaques, régiments de cavalerie légère beaucoup plus mobiles que les grenadiers à cheval ou que les dragons.
Très impressionné, Napoléon Ier décide à son retour en France de créer les éclaireurs de la Garde impériale, trois régiments de cavalerie, qui seraient un contretype parfait des cosaques.

## Création
Avec la perspective dramatique d'avoir à se battre sur le sol français, pour la première fois depuis les guerres de la Révolution, Napoléon Ier réorganise sa Garde impériale le 4 décembre 1813. L'article 1 du décret précise la création des éclaireurs de la Garde impériale. Trois régiments sont alors créés.
Le 1er régiment est rattaché au grenadiers à cheval de la Garde impériale, d'où son nom de régiment des éclaireurs-grenadiers.

## Chefs de corps
Le premier régiment est confié au colonel Claude Testot-Ferry, en provenance des dragons de l'Impératrice, ancien aide de camp du maréchal Marmont, et maintes fois remarqué par l'Empereur.
L'unité est constitué de quatre escadrons de 250 hommes chacun, dont les chefs sont :
- Pierre, un ancien du 10e régiment de chasseurs à cheval (comme Claude Testot-Ferry) et des chasseurs à cheval de la Garde,
- Delavillane,
- Lepot, des grenadiers à cheval de la Garde,
- Kister

La plupart des officiers sont recrutés directement dans la Garde impériale.

## Uniformes

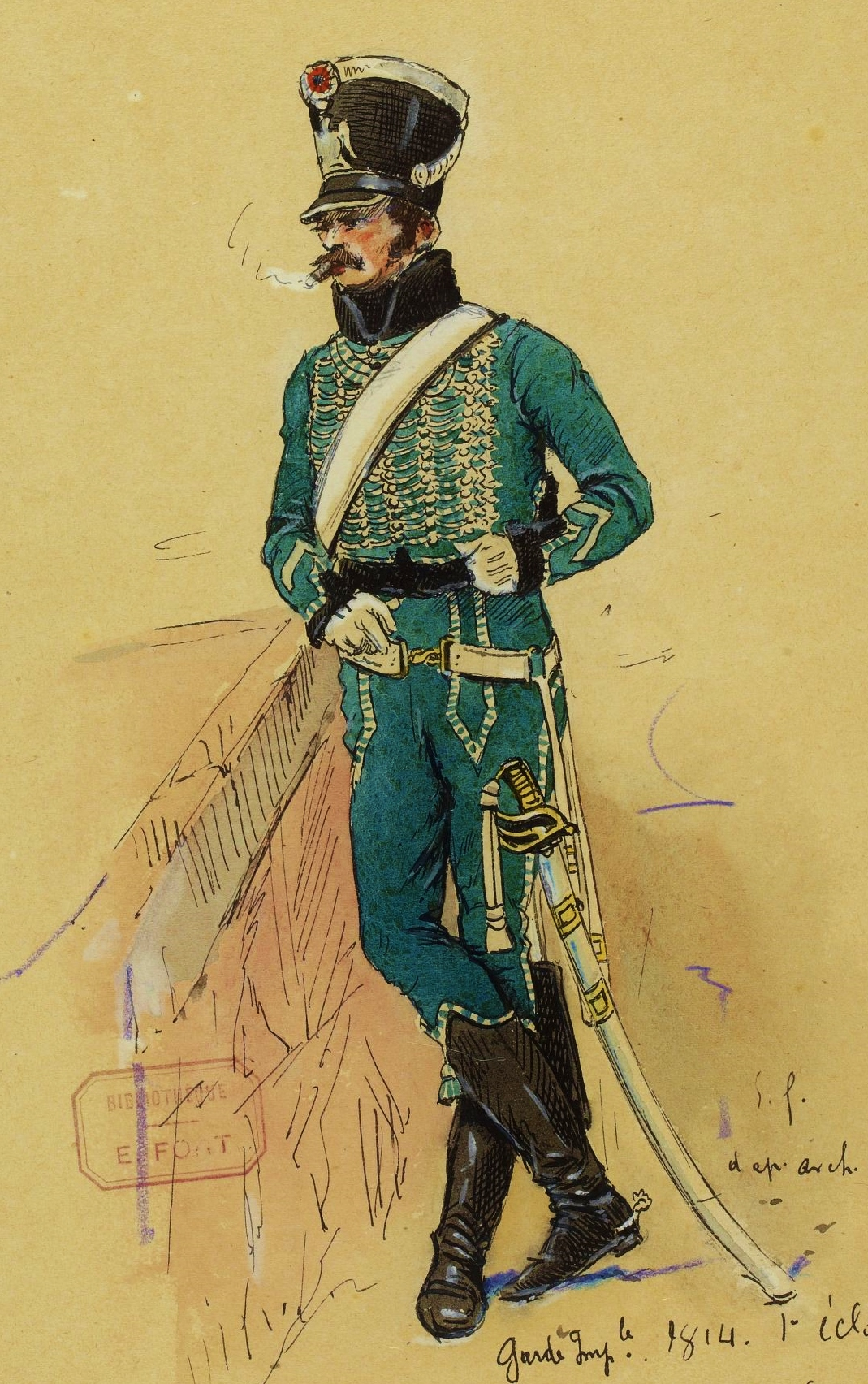
Le dolman foncé du premier escadron.

Les uniformes du 1er escadron (rattaché à la Vieille Garde) reprennent en grande partie le style hussard, basés sur ceux des gardes d'honneur : un dolman vert foncé et une pelisse aux lacets blancs.
Les trois autres escadrons (rattachée à la Jeune Garde) portent des uniformes se rapprochant de ceux des chasseurs à cheval de la ligne : l'habit-veste court vert foncé, appelé aussi « Kinski ».

## Campagnes & batailles
Créé en 1813, le régiment arrive tard sur le théâtre des opérations et rejoindra l'armée le 19 janvier 1814. Juste à temps pour participer à la campagne de France, avant d'être dissous pendant la Première Restauration.
29 janvier : bataille de Brienne
1er février : bataille de La Rothière
10 février : bataille de Champaubert
11 février : bataille de Montmirail
18 février : bataille de Montereau
7 mars : bataille de Craonne
20-21 mars : bataille d'Arcis-sur-Aube
Son principal fait d'armes est la prise des batteries prussiennes qui permet la victoire lors de la bataille de Craonne, sous les yeux du maréchal Ney et de l'Empereur. Claude Testot-Ferry est alors anobli et titré baron sur le champ de bataille par Napoléon Ier en personne.